# Commonwealth Games 1994/Badminton (Mixed)
Folgend die Ergebnisse und Platzierungen bei den Commonwealth Games 1994 im Mixed im Badminton.

## 1. Runde
- Leon Koch /  Bianca Kustner –  Bernard Gondo /  Tjiyapo Mokobi: 15-0 / 15-0
- Dean Galt /  Tammy Jenkins –  Paul Stevenson /  Wendy Shinners: 15-10 / 15-6
- George Hugh /  Christine Leyow –  Daron Dasent /  Sabrina Cassie: 15-3 / 15-7
- Darryl Yung /  Heather Poole –  Gordon Haldane /  Jillian Haldane: 12-15 / 15-11 / 15-12
- Geraint Lewis /  Kelly Morgan –  Michael Watt /  Claire Henderson: 15-4 / 15-5
- Alan Phillips /  Augusta Phillips –  Ermadena Hj Talip /  Fauziah Mohd Salleh: 15-1 / 15-2
- Stephan Beeharry /  Marie-Josephe Jean-Pierre –  Tyrone Kloppers /  Ella Scholtz: 15-5 / 15-0
- Paul Leyow /  Terry Leyow –  Rodney Asquith Selman /  Lenora Headley: 15-3 / 15-3
- Tamuno Gibson /  Obiageli Olorunsola –  Sheldon Caldeira /  Beverly Tang Choon: 15-9 / 17-15
- Iain Sydie /  Claire Backhouse –  Russell Hogg /  Aileen Travers: 15-4 / 15-5
- Cheah Soon Kit /  Lee Wai Leng –  Bruce Topping /  Ann Stephens: 15-5 / 15-6
- Grant Walker /  Sheree Jefferson –  Ronald Clarke /  Debra O’Connor: 15-11 / 15-2
- Tam Kai Chuen /  Tung Chau Man –  Nico Meerholz /  Tracey Thompson: 15-8 / 18-17
- Agarawu Tunde /  Dayo Oyewusi –  Eddie Ward /  Heidi Spinas: 7-15 / 15-7 / 15-9
- Peter Blackburn /  Rhonda Cator –  Nicolas Pissis /  Diana Knekna: 15-3 / 15-2
- Robert Richards /  Maria Leyow –  Bruce Flockhart /  Anne Gibson: 15-0 / 15-0
- Graham Henderson /  Jayne Plunkett –  Zailani Yuin /  Esther Loh: 15-5 / 15-3
- Soo Beng Kiang /  Zamaliah Sidek –  Javed Aslam /  Jennifer Seitshiro: 15-1 / 15-4
- Édouard Clarisse /  Martine Hennequin –  Patrick Lau Kim Pong /  Zarinah Abdullah: 17-14 / 15-12
- Kenny Middlemiss /  Elinor Middlemiss –  Murray Hocking /  Lisa Campbell: 15-7 / 15-9
- David Tonks /  Rachael Phipps –  Johan Kleingeld /  Lina Fourie: 15-6 / 15-10
- Argyle Maynard /  Chalise Jordan –  Lennerd Benade /  Gudrun Murray: 15-0 / 15-0
- Danjuma Fatauchi /  Bisi Tiamiyu –  Zailani Salleh /  Juniah Safar: 15-9 / 15-6
- Jaimie Dawson /  Doris Piché –  Herbert Kgaswane /  Tlamelo Sono: 15-1 / 15-0
- Ishraque Rana Mohammed /  Tebogo Modisane –  Nick Hall /  Amanda Carter: w.o.

## 2. Runde
- Nick Ponting /  Joanne Goode –  Leon Koch /  Bianca Kustner: 15-3 / 15-3
- Dean Galt /  Tammy Jenkins –  George Hugh /  Christine Leyow: 15-7 / 15-4
- Chan Siu Kwong /  Chung Hoi Yuk –  Darryl Yung /  Heather Poole: 15-1 / 15-10
- Alan Phillips /  Augusta Phillips –  Geraint Lewis /  Kelly Morgan: 17-14 / 18-13
- Simon Archer /  Julie Bradbury –  Ishraque Rana Mohammed /  Tebogo Modisane: 15-0 / 15-1
- Paul Leyow /  Terry Leyow –  Stephan Beeharry /  Marie-Josephe Jean-Pierre: 15-9 / 15-3
- Mark Nichols /  Amanda Hardy –  Tamuno Gibson /  Obiageli Olorunsola: 15-6 / 15-4
- Cheah Soon Kit /  Lee Wai Leng –  Iain Sydie /  Claire Backhouse: 15-9 / 9-15 / 15-8
- Grant Walker /  Sheree Jefferson –  Tam Kai Chuen /  Tung Chau Man: 15-3 / 15-7
- Peter Blackburn /  Rhonda Cator –  Agarawu Tunde /  Dayo Oyewusi: 15-0 / 15-1
- Graham Henderson /  Jayne Plunkett –  Robert Richards /  Maria Leyow: 15-11 / 15-10
- Soo Beng Kiang /  Zamaliah Sidek –  Bryan Blanshard /  Denyse Julien: 15-13 / 15-8
- Édouard Clarisse /  Martine Hennequin –  Kenny Middlemiss /  Elinor Middlemiss: 15-2 / 15-2
- Tan Kim Her /  Tan Lee Wai –  David Tonks /  Rachael Phipps: 15-2 / 15-9
- Chris Hunt /  Gillian Clark –  Jaimie Dawson /  Doris Piché: 15-1 / 15-0
- Danjuma Fatauchi /  Bisi Tiamiyu –  Argyle Maynard /  Chalise Jordan: 1-0 / 1-0

## 3. Runde
- Chris Hunt /  Gillian Clark –  Danjuma Fatauchi /  Bisi Tiamiyu: 2:0
- Nick Ponting /  Joanne Goode –  Dean Galt /  Tammy Jenkins: 18-15 / 15-4
- Chan Siu Kwong /  Chung Hoi Yuk –  Alan Phillips /  Augusta Phillips: 10-15 / 15-8 / 15-8
- Simon Archer /  Julie Bradbury –  Paul Leyow /  Terry Leyow: 15-3 / 15-11
- Cheah Soon Kit /  Lee Wai Leng –  Mark Nichols /  Amanda Hardy: 15-7 / 15-2
- Peter Blackburn /  Rhonda Cator –  Grant Walker /  Sheree Jefferson: 15-4 / 18-13
- Soo Beng Kiang /  Zamaliah Sidek –  Graham Henderson /  Jayne Plunkett: 15-1 / 15-10
- Tan Kim Her /  Tan Lee Wai –  Édouard Clarisse /  Martine Hennequin: 15-12 / 15-12

## Ergebnisse ab Viertelfinale
|  | Viertelfinale | Viertelfinale                 | Viertelfinale                | Viertelfinale | Viertelfinale            |                             |    | Halbfinale               | Halbfinale | Halbfinale | Halbfinale | Halbfinale |  |  | Finale | Finale | Finale | Finale | Finale |
|  |               |                               |                              |               |                          |                             |    |                          |            |            |            |            |  |  |        |        |        |        |        |
|  |               | Chris Hunt Gillian Clark      | 17                           | 15            |                          |                             |    |                          |            |            |            |            |  |  |        |        |        |        |        |
|  |               | Tan Kim Her Tan Lee Wai       | 15                           | 9             |                          |                             |    |                          |            |            |            |            |  |  |        |        |        |        |        |
|  |               | Tan Kim Her Tan Lee Wai       | 15                           | 9             | Chris Hunt Gillian Clark | 15                          | 15 |                          |            |            |            |            |  |  |        |        |        |        |        |
|  |               |                               |                              |               |                          | 15                          | 15 |                          |            |            |            |            |  |  |        |        |        |        |        |
|  |               |                               | Peter Blackburn Rhonda Cator | 7             | 4                        |                             |    |                          |            |            |            |            |  |  |        |        |        |        |        |
|  |               | Peter Blackburn Rhonda Cator  | Peter Blackburn Rhonda Cator | 7             | 4                        | 15                          | 15 |                          |            |            |            |            |  |  |        |        |        |        |        |
|  |               |                               |                              |               |                          | 15                          | 15 |                          |            |            |            |            |  |  |        |        |        |        |        |
|  |               | Soo Beng Kiang Zamaliah Sidek | 8                            | 8             |                          |                             |    |                          |            |            |            |            |  |  |        |        |        |        |        |
|  |               |                               |                              |               |                          |                             |    | Chris Hunt Gillian Clark | 15         | 15         |            |            |  |  |        |        |        |        |        |
|  |               |                               | Simon Archer Julie Bradbury  | 11            | 4                        |                             |    |                          |            |            |            |            |  |  |        |        |        |        |        |
|  |               | Simon Archer Julie Bradbury   | 15                           | 6             | 15                       |                             |    |                          |            |            |            |            |  |  |        |        |        |        |        |
|  |               | Cheah Soon Kit Lee Wai Leng   | 6                            | 15            | 8                        |                             |    |                          |            |            |            |            |  |  |        |        |        |        |        |
|  |               | Cheah Soon Kit Lee Wai Leng   | 6                            | 15            | 8                        | Simon Archer Julie Bradbury | 15 | 15                       |            |            |            |            |  |  |        |        |        |        |        |
|  |               |                               |                              |               |                          | Simon Archer Julie Bradbury | 15 | 15                       |            |            |            |            |  |  |        |        |        |        |        |
|  |               |                               | Nick Ponting Joanne Wright   | 10            | 12                       |                             |    |                          |            |            |            |            |  |  |        |        |        |        |        |
|  |               | Nick Ponting Joanne Wright    | Nick Ponting Joanne Wright   | 10            | 12                       | 10                          | 15 | 15                       |            |            |            |            |  |  |        |        |        |        |        |
|  |               |                               |                              |               |                          | 10                          | 15 | 15                       |            |            |            |            |  |  |        |        |        |        |        |
|  |               | Chan Siu Kwong Chung Hoi Yuk  | 15                           | 8             | 8                        |                             |    |                          |            |            |            |            |  |  |        |        |        |        |        |

## Endstand
| Platz   | Name                                       | Land                |
| ------- | ------------------------------------------ | ------------------- |
| Gold    | Chris Hunt Gillian Clark                   | England             |
| Silber  | Simon Archer Julie Bradbury                | England             |
| Bronze  | Nick Ponting Joanne Wright                 | England             |
| Bronze  | Peter Blackburn Rhonda Cator               | Australien          |
| 5.–8.   | Tan Kim Her Tan Lee Wai                    | Malaysia            |
| 5.–8.   | Cheah Soon Kit Lee Wai Leng                | Malaysia            |
| 5.–8.   | Soo Beng Kiang Zamaliah Sidek              | Malaysia            |
| 5.–8.   | Chan Siu Kwong Chung Hoi Yuk               | Hongkong            |
| Runde 3 | Dean Galt Tammy Jenkins                    | Neuseeland          |
| Runde 3 | Alan Phillips Augusta Phillips             | Südafrika           |
| Runde 3 | Mark Nichols Amanda Hardy                  | Australien          |
| Runde 3 | Paul Leyow Terry Leyow                     | Jamaika             |
| Runde 3 | Grant Walker Sheree Jefferson              | Neuseeland          |
| Runde 3 | Graham Henderson Jayne Plunkett            | Nordirland          |
| Runde 3 | Édouard Clarisse Martine de Souza          | Mauritius           |
| Runde 3 | Danjuma Fatauchi Bisi Tiamiyu              | Nigeria             |
| Runde 2 | George Hugh Christine Leyow                | Jamaika             |
| Runde 2 | Leon Koch Bianca Kustner                   | Namibia             |
| Runde 2 | Darryl Yung Heather Poole                  | Kanada              |
| Runde 2 | Geraint Lewis Kelly Morgan                 | Australien          |
| Runde 2 | Ishraque Rana Tebogo Modisane              | Botswana            |
| Runde 2 | Stephan Beeharry Marie-Josephe Jean-Pierre | Mauritius           |
| Runde 2 | Iain Sydie Claire Backhouse                | Kanada              |
| Runde 2 | Tam Kai Chuen Tung Chau Man                | Hongkong            |
| Runde 2 | Tamuno Gibson Obiageli Olorunsola          | Nigeria             |
| Runde 2 | Bryan Blanshard Denyse Julien              | Kanada              |
| Runde 2 | Kenny Middlemiss Elinor Middlemiss         | Schottland          |
| Runde 2 | David Tonks Rachael Phipps                 | Wales               |
| Runde 2 | Argyle Maynard Chalise Jordan              | Barbados            |
| Runde 2 | Jaimie Dawson Doris Piché                  | Kanada              |
| Runde 2 | Robert Richards Maria Leyow                | Jamaika             |
| Runde 2 | Agarawu Tunde Dayo Oyewusi                 | Nigeria             |
| Runde 1 | Bernard Gondo Tjiyapo Mokobi               | Botswana            |
| Runde 1 | Paul Stevenson Wendy Shinners              | Australien          |
| Runde 1 | Daron Dasent Sabrina Cassie                | Trinidad und Tobago |
| Runde 1 | Michael Watt Claire Henderson              | Nordirland          |
| Runde 1 | Haji Talip Ermadena Fauziah Salleh         | Brunei              |
| Runde 1 | Nick Hall Amanda Carter                    | Neuseeland          |
| Runde 1 | Tyrone Kloppers Ella Scholtz               | Namibia             |
| Runde 1 | Gordon Haldane Jillian Haldane             | Schottland          |
| Runde 1 | Sheldon Caldeira Beverly Tang Choon        | Trinidad und Tobago |
| Runde 1 | Rodney Selman Lenora Headley               | Barbados            |
| Runde 1 | Russell Hogg Aileen Travers                | Schottland          |
| Runde 1 | Bruce Topping Ann Stephens                 | Nordirland          |
| Runde 1 | Ronald Clarke Debra O’Connor               | Trinidad und Tobago |
| Runde 1 | Nico Meerholz Tracey Thompson              | Südafrika           |
| Runde 1 | Eddie Ward Heidi Spinas                    | Namibia             |
| Runde 1 | Johan Kleingeld Lina Fourie                | Südafrika           |
| Runde 1 | Zailani Yuin Esther Loh                    | Brunei              |
| Runde 1 | Javed Aslam Jennifer Seitshiro             | Botswana            |
| Runde 1 | Nicolas Pissis Diana Knekna                | Zypern              |
| Runde 1 | Patrick Lau Kim Pong Zarinah Abdullah      | Singapur            |
| Runde 1 | Murray Hocking Lisa Campbell               | Australien          |
| Runde 1 | Lennerd Benade Gudrun Murray               | Mosambik            |
| Runde 1 | Zailani Salleh Junia Safar                 | Brunei              |
| Runde 1 | Herbert Kgaswane Tlamelo Sono              | Botswana            |